# Zhou Xun
Zhou Xun (en chino: 周迅, en inglés: Jue Zhou, Quzhou, Zhejiang, China, 18 de octubre de 1974) es una actriz, cantante y modelo china. Obtuvo fama internacional por sus papeles en Suzhou River (2000) y Balzac and the Little Chinese Seamstress (2002). Zhou protagonizó películas notables como Maybe Love (2005), The Equation of Love and Death (2008), Painted Skin (2008), The Message (2009), Flying Swords of Dragon Gate (2011), Our Time Will Come (2017) y Across the Furious Sea (2023). En televisión, sus trabajos incluyen Palace of Desire (2000), The Legend of the Condor Heroes (2003), Red Sorghum (2014), Ruyi's Royal Love in the Palace (2018), A Little Mood for Love (2021) y Imperfect Victim (2023).
En 2009, se convirtió en la primera actriz china en ganar el "Grand Slam", después de ganar el premio a Mejor Actriz en los tres premios de cine en idioma chino más prestigiosos , los Golden Horse Awards, los Hong Kong Film Awards y los Golden Rooster Awards.

## Biografía
Zhou nació en una familia de clase media en Quzhou, Zhejiang. Su padre, Zhou Tianning, era un proyeccionista de cine local, y su madre, Chen Yiqin, era vendedora en unos grandes almacenes. Estudió en la escuela secundaria nº 1 de Quzhou. Después de graduarse, Zhou se matriculó en la Escuela de Arte de Zhejiang para profundizar su interés por las artes dramáticas, en contra de los deseos de sus padres, que querían que cursara una carrera práctica. Fue elegida para un papel en la película Strange Tales Amongst Old and Desolate Tombs durante su adolescencia en la escuela.
En mayo de 2014 confirmó que estaba saliendo con el actor americano Archie Kao, la pareja se casó el 16 de julio del mismo año en Hangzhou, Zhejiang, China. Sin embargo más tarde, finalmente en diciembre de 2020 confirmaron que se habían divorciado amigablemente, después de que circularan rumores de que la pareja estaba separada desde 2018.

## Trayectoria
Obtuvo fama en televisión en China. 
Logró establecerse como estrella internacional gracias a su doble papel en la película Suzhou River (Río Suzhou) en 2000, que le otorgó el premio a la Mejor Actriz en el Festival de Cine de París.

## Filmografía

### Series de televisión
| Año  | Título                          | Personaje     | Notas        |
| ---- | ------------------------------- | ------------- | ------------ |
| 2018 | Ruyi's Royal Love in the Palace | Ula-Nara Ruyi | 83 episodios |

### Películas
| Año  | Título                  | Personaje | Notas                                   |
| ---- | ----------------------- | --------- | --------------------------------------- |
| 2019 | Remain Silent           | -         | junto a Francis Ng y Zu Feng            |
| 2020 | Onmyoji (Shi Shen Ling) | -         | junto a Chen Kun, Qu Chuxiao y Shen Yue |

### Programas de variedades
| Año              | Programa   | Notas                  |
| ---------------- | ---------- | ---------------------- |
| 2015, 2016, 2021 | Happy Camp | 3 episodios - invitada |

### Revistas / sesiones fotográficas
| Año  | Título                         | Notas                    |
| ---- | ------------------------------ | ------------------------ |
| 2019 | T Magazine China               | (publicación de octubre) |
| 2020 | Vogue Film Autumn/Winter Issue | junto a Wang Yibo        |

## Premios
| Año  | Premio                                                            | Descripción                                   |
| ---- | ----------------------------------------------------------------- | --------------------------------------------- |
| 2006 | 25.º Hong Kong Film Awards (Hong Kong Film Critics Society Award) | Mejor actriz por Perhaps Love                 |
| 2006 | Taiwan Golden Horse Awards                                        | Mejor Actriz                                  |
| 2007 | 26.º Hong Kong Film Awards                                        | Mejor Actriz de Reparto por The Banquet       |
| 2009 | Golden Rooster Awards                                             | Mejor Actriz                                  |
| 2009 | Asia Film Awards                                                  | Mejor Actriz por The Equation of Love & Death |